# Puchar Świata w łyżwiarstwie szybkim 1991/1992
Puchar Świata w łyżwiarstwie szybkim 1991/1992 był 7. edycją tej imprezy. Cykl rozpoczął się 22 listopada 1991 roku w stolicy Niemiec - Berlinie. Ostatnie zawody dla kobiet odbyły się 14 marca 1992 roku w innym niemieckim mieście - Inzell, a dla mężczyzn 28 marca 1992 roku w amerykańskim Butte.
Puchar Świata rozgrywano w 10 miastach, w 9 krajach, na 2 kontynentach.
Wśród kobiet triumfowały: Amerykanka Bonnie Blair na 500 m i 1000 m oraz Niemka Gunda Niemann na 1500 m i w klasyfikacji 3000/5000 m. Wśród mężczyzn zwyciężali: Amerykanin Dan Jansen na 500 m, Białorusin Ihar Żalazouski na 1000 m, Holender Falko Zandstra wygrał na 1500 m, a Norweg Geir Karlstad był najlepszy w klasyfikacji 5000/10 000 m.

## Medaliści zawodów

### Kobiety

#### Wyniki
| Data                        | Miejsce                                                     | Konkurencja                                                 | Zwycięzca                                                   | 2. miejsce                                                  | 3. miejsce                                                  |
| --------------------------- | ----------------------------------------------------------- | ----------------------------------------------------------- | ----------------------------------------------------------- | ----------------------------------------------------------- | ----------------------------------------------------------- |
| 22-24 listopada 1991        | Berlin                                                      | 500 m (22 listopada)                                        | Bonnie Blair                                                | Ye Qiaobo                                                   | Christine Aaftink                                           |
| 22-24 listopada 1991        | Berlin                                                      | 1000 m (23 listopada)                                       | Bonnie Blair                                                | Monique Garbrecht                                           | Anke Baier                                                  |
| 22-24 listopada 1991        | Berlin                                                      | 1500 m (23 listopada)                                       | Gunda Niemann                                               | Emese Hunyady                                               | Jacqueline Börner                                           |
| 22-24 listopada 1991        | Berlin                                                      | 3000 m (24 listopada)                                       | Gunda Niemann                                               | Lia van Schie                                               | Carla Zijlstra                                              |
| 30 listopada-1 grudnia 1991 | Warszawa                                                    | 500 m (30 listopada)                                        | Bonnie Blair                                                | Christine Aaftink                                           | Angela Hauck                                                |
| 30 listopada-1 grudnia 1991 | Warszawa                                                    | 1500 m (30 listopada)                                       | Bonnie Blair                                                | Christine Aaftink                                           | Edel Therese Høiseth                                        |
| 30 listopada-1 grudnia 1991 | Warszawa                                                    | 1000 m (1 grudnia)                                          | Emese Hunyady                                               | Sandra Voetelink                                            | Emese Antal                                                 |
| 30 listopada-1 grudnia 1991 | Warszawa                                                    | 3000 m (1 grudnia)                                          | Emese Hunyady                                               | Claudia Pechstein                                           | Emese Antal                                                 |
| 7-8 grudnia 1991            | Albertville                                                 | 500 m (7 grudnia)                                           | Bonnie Blair                                                | Christine Aaftink                                           | Angela Hauck                                                |
| 7-8 grudnia 1991            | Albertville                                                 | 1500 m (7 grudnia)                                          | Gunda Niemann                                               | Emese Hunyady                                               | Monique Garbrecht                                           |
| 7-8 grudnia 1991            | Albertville                                                 | 1000 m (8 grudnia)                                          | Ye Qiaobo                                                   | Monique Garbrecht                                           | Angela Hauck                                                |
| 7-8 grudnia 1991            | Albertville                                                 | 3000 m (8 grudnia)                                          | Gunda Niemann                                               | Heike Warnicke                                              | Emese Hunyady                                               |
| 11-12 stycznia 1992         | Collalbo                                                    | 500 m (11 stycznia)                                         | Bonnie Blair                                                | Ye Qiaobo                                                   | Monique Garbrecht                                           |
| 11-12 stycznia 1992         | Collalbo                                                    | 1500 m (11 stycznia)                                        | Emese Hunyady                                               | Gunda Niemann                                               | Heike Warnicke                                              |
| 11-12 stycznia 1992         | Collalbo                                                    | 1000 m (12 stycznia)                                        | Bonnie Blair                                                | Christine Aaftink                                           | Monique Garbrecht                                           |
| 11-12 stycznia 1992         | Collalbo                                                    | 3000 m (12 stycznia)                                        | Gunda Niemann                                               | Heike Warnicke                                              | Emese Hunyady                                               |
| 17-19 stycznia 1992         | 89. mistrzostwa Europy w wieloboju 1992 – Heerenveen        | 89. mistrzostwa Europy w wieloboju 1992 – Heerenveen        | 89. mistrzostwa Europy w wieloboju 1992 – Heerenveen        | 89. mistrzostwa Europy w wieloboju 1992 – Heerenveen        | 89. mistrzostwa Europy w wieloboju 1992 – Heerenveen        |
| 8-23 lutego 1992            | XVI Zimowe Igrzyska Olimpijskie 1992 – Albertville          | XVI Zimowe Igrzyska Olimpijskie 1992 – Albertville          | XVI Zimowe Igrzyska Olimpijskie 1992 – Albertville          | XVI Zimowe Igrzyska Olimpijskie 1992 – Albertville          | XVI Zimowe Igrzyska Olimpijskie 1992 – Albertville          |
| 29 lutego-1 marca 1992      | 23. Mistrzostwa świata w wieloboju sprinterskim 1992 – Oslo | 23. Mistrzostwa świata w wieloboju sprinterskim 1992 – Oslo | 23. Mistrzostwa świata w wieloboju sprinterskim 1992 – Oslo | 23. Mistrzostwa świata w wieloboju sprinterskim 1992 – Oslo | 23. Mistrzostwa świata w wieloboju sprinterskim 1992 – Oslo |
| 7-8 marca 1992              | 50. mistrzostwa świata w wieloboju kobiet 1992 – Heerenveen | 50. mistrzostwa świata w wieloboju kobiet 1992 – Heerenveen | 50. mistrzostwa świata w wieloboju kobiet 1992 – Heerenveen | 50. mistrzostwa świata w wieloboju kobiet 1992 – Heerenveen | 50. mistrzostwa świata w wieloboju kobiet 1992 – Heerenveen |
| 13-14 marca 1992            | Inzell                                                      | 500 m (13 marca)                                            | Bonnie Blair                                                | Ye Qiaobo                                                   | Christa Luding                                              |
| 13-14 marca 1992            | Inzell                                                      | 1000 m (13 marca)                                           | Bonnie Blair                                                | Ye Qiaobo                                                   | Anke Baier                                                  |
| 13-14 marca 1992            | Inzell                                                      | 3000 m (13 marca)                                           | Gunda Niemann                                               | Emese Hunyady                                               | Heike Warnicke                                              |
| 13-14 marca 1992            | Inzell                                                      | 500 m (14 marca)                                            | Ye Qiaobo                                                   | Bonnie Blair                                                | Angela Hauck                                                |
| 13-14 marca 1992            | Inzell                                                      | 1500 m (14 marca)                                           | Gunda Niemann                                               | Emese Hunyady                                               | Else Ragni Yttredal                                         |
| 13-14 marca 1992            | Inzell                                                      | 5000 m (14 marca)                                           | Gunda Niemann                                               | Carla Zijlstra                                              | Heike Warnicke                                              |

#### Klasyfikacje
| Lp. | Zawodnik          | Punkty |
| --- | ----------------- | ------ |
| 1.  | Bonnie Blair      | 122    |
| 2.  | Ye Qiaobo         | 116    |
| 3.  | Angela Hauck      | 92     |
| 4.  | Christine Aaftink | 90     |
| 5.  | Monique Garbrecht | 88     |
| 6.  | Christa Luding    | 84     |
| 7.  | Susan Auch        | 71     |
| 8.  | Anke Baier        | 65     |
| 9.  | Sandra Voetelink  | 51     |
| 10. | Shelley Rhead     | 44     |

| Lp. | Zawodnik             | Punkty |
| --- | -------------------- | ------ |
| 1.  | Bonnie Blair         | 100    |
| 2.  | Ye Qiaobo            | 83     |
| 3.  | Monique Garbrecht    | 80     |
| 4.  | Christine Aaftink    | 73     |
| 5.  | Anke Baier           | 70     |
| 6.  | Angela Hauck         | 67     |
| 7.  | Christa Luding       | 57     |
| 8.  | Edel Therese Høiseth | 54     |
| 9.  | Michelle Kline       | 47     |
| 10. | Sandra Voetelink     | 46     |

| Lp. | Zawodnik            | Punkty |
| --- | ------------------- | ------ |
| 1.  | Gunda Niemann       | 97     |
| 2.  | Emese Hunyady       | 94     |
| 3.  | Bonnie Blair        | 62     |
| 4.  | Jacqueline Börner   | 60     |
| 5.  | Lia van Schie       | 56     |
| 5.  | Else Ragni Yttredal | 56     |
| 7.  | Heike Warnicke      | 54     |
| 8.  | Jasmin Krohn        | 50     |
| 9.  | Sandra Voetelink    | 48     |
| 10. | Emese Antal         | 46     |

| Lp. | Zawodnik              | Punkty |
| --- | --------------------- | ------ |
| 1.  | Gunda Niemann         | 125    |
| 2.  | Emese Hunyady         | 103    |
| 3.  | Heike Warnicke        | 102    |
| 4.  | Carla Zijlstra        | 92     |
| 5.  | Lia van Schie         | 82     |
| 6.  | Jasmin Krohn          | 72     |
| 7.  | Claudia Pechstein     | 65     |
| 8.  | Mihaela Dascălu       | 63     |
| 8.  | Anette Tønsberg       | 63     |
| 10. | Elena Belci-Dal Farra | 46     |

### Mężczyźni

#### Wyniki
| Data                        | Miejsce                                                     | Konkurencja                                                 | Zwycięzca                                                   | 2. miejsce                                                  | 3. miejsce                                                  |
| --------------------------- | ----------------------------------------------------------- | ----------------------------------------------------------- | ----------------------------------------------------------- | ----------------------------------------------------------- | ----------------------------------------------------------- |
| 26-27 listopada 1991        | Berlin                                                      | 500 m (26 listopada)                                        | Uwe-Jens Mey                                                | Dan Jansen                                                  | Igor Żelezowski                                             |
| 26-27 listopada 1991        | Berlin                                                      | 1500 m (26 listopada)                                       | Falko Zandstra                                              | Johann Olav Koss                                            | Peter Adeberg                                               |
| 26-27 listopada 1991        | Berlin                                                      | 500 m (27 listopada)                                        | Dan Jansen Uwe-Jens Mey                                     |                                                             | Toshiyuki Kuroiwa                                           |
| 26-27 listopada 1991        | Berlin                                                      | 1000 m (27 listopada)                                       | Igor Żelezowski                                             | Toshiyuki Kuroiwa                                           | Peter Adeberg                                               |
| 26-27 listopada 1991        | Berlin                                                      | 5000 m (28 listopada)                                       | Johann Olav Koss                                            | Geir Karlstad                                               | Bart Veldkamp                                               |
| 30 listopada-1 grudnia 1991 | Heerenveen                                                  | 500 m (30 listopada)                                        | Dan Jansen                                                  | Uwe-Jens Mey                                                | Toshiyuki Kuroiwa                                           |
| 30 listopada-1 grudnia 1991 | Heerenveen                                                  | 1000 m (30 listopada)                                       | Igor Żelezowski                                             | Andriej Bachwałow                                           | Toshiyuki Kuroiwa                                           |
| 30 listopada-1 grudnia 1991 | Heerenveen                                                  | 5000 m (30 listopada)                                       | Geir Karlstad                                               | Johann Olav Koss                                            | Bart Veldkamp                                               |
| 30 listopada-1 grudnia 1991 | Heerenveen                                                  | 500 m (1 grudnia)                                           | Uwe-Jens Mey                                                | Dan Jansen                                                  | Yasunori Miyabe                                             |
| 30 listopada-1 grudnia 1991 | Heerenveen                                                  | 1500 m (1 grudnia)                                          | Rintje Ritsma                                               | Ådne Søndrål                                                | Michael Hadschieff                                          |
| 30 listopada-1 grudnia 1991 | Heerenveen                                                  | 10 000 m (1 grudnia)                                        | Robert Vunderink                                            | Bart Veldkamp                                               | Geir Karlstad                                               |
| 11-12 stycznia 1992         | Davos                                                       | 500 m (11 stycznia)                                         | Dan Jansen                                                  | Uwe-Jens Mey                                                | Toshiyuki Kuroiwa                                           |
| 11-12 stycznia 1992         | Davos                                                       | 1000 m (11 stycznia)                                        | Eric Flaim                                                  | Toshiyuki Kuroiwa                                           | Uwe-Jens Mey                                                |
| 11-12 stycznia 1992         | Davos                                                       | 1500 m (11 stycznia)                                        | Falko Zandstra                                              | Rintje Ritsma                                               | Johann Olav Koss                                            |
| 11-12 stycznia 1992         | Davos                                                       | 500 m (12 stycznia)                                         | Uwe-Jens Mey                                                | Dan Jansen                                                  | Yasunori Miyabe                                             |
| 11-12 stycznia 1992         | Davos                                                       | 5000 m (12 stycznia)                                        | Geir Karlstad                                               | Bart Veldkamp                                               | Johann Olav Koss                                            |
| 17-19 stycznia 1992         | 89. mistrzostwa Europy w wieloboju 1992 – Heerenveen        | 89. mistrzostwa Europy w wieloboju 1992 – Heerenveen        | 89. mistrzostwa Europy w wieloboju 1992 – Heerenveen        | 89. mistrzostwa Europy w wieloboju 1992 – Heerenveen        | 89. mistrzostwa Europy w wieloboju 1992 – Heerenveen        |
| 8-23 lutego 1992            | XVI Zimowe Igrzyska Olimpijskie 1992 – Albertville          | XVI Zimowe Igrzyska Olimpijskie 1992 – Albertville          | XVI Zimowe Igrzyska Olimpijskie 1992 – Albertville          | XVI Zimowe Igrzyska Olimpijskie 1992 – Albertville          | XVI Zimowe Igrzyska Olimpijskie 1992 – Albertville          |
| 29 lutego-1 marca 1992      | 23. Mistrzostwa świata w wieloboju sprinterskim 1992 – Oslo | 23. Mistrzostwa świata w wieloboju sprinterskim 1992 – Oslo | 23. Mistrzostwa świata w wieloboju sprinterskim 1992 – Oslo | 23. Mistrzostwa świata w wieloboju sprinterskim 1992 – Oslo | 23. Mistrzostwa świata w wieloboju sprinterskim 1992 – Oslo |
| 7-8 marca 1992              | Savalen                                                     | 500 m (7 marca)                                             | Dan Jansen                                                  | Yasunori Miyabe                                             | Masahiro Yuki                                               |
| 7-8 marca 1992              | Savalen                                                     | 1000 m (7 marca)                                            | Ihar Żalazouski                                             | Toshiyuki Kuroiwa                                           | Yukinori Miyabe                                             |
| 7-8 marca 1992              | Savalen                                                     | 500 m (8 marca)                                             | Ihar Żalazouski                                             | Toshiyuki Kuroiwa                                           | Dan Jansen                                                  |
| 7-8 marca 1992              | Savalen                                                     | 1000 m (8 marca)                                            | Ihar Żalazouski                                             | Toshiyuki Kuroiwa                                           | Yukinori Miyabe                                             |
| 14-15 marca 1992            | Saint-Foy                                                   | 1500 m (14 marca)                                           | Johann Olav Koss                                            | Falko Zandstra                                              | Ådne Søndrål                                                |
| 14-15 marca 1992            | Saint-Foy                                                   | 5000 m (15 marca)                                           | Bart Veldkamp                                               | Johann Olav Koss                                            | Geir Karlstad                                               |
| 21-22 marca 1992            | 86. mistrzostwa świata w wieloboju 1992 – Calgary           | 86. mistrzostwa świata w wieloboju 1992 – Calgary           | 86. mistrzostwa świata w wieloboju 1992 – Calgary           | 86. mistrzostwa świata w wieloboju 1992 – Calgary           | 86. mistrzostwa świata w wieloboju 1992 – Calgary           |
| 27-28 marca 1992            | Butte                                                       | 500 m (27 marca)                                            | Yasunori Miyabe                                             | Dan Jansen                                                  | Masahiro Yuki                                               |
| 27-28 marca 1992            | Butte                                                       | 1000 m (27 marca)                                           | Yasunori Miyabe                                             | Yūji Fujimoto                                               | Nick Thometz                                                |
| 27-28 marca 1992            | Butte                                                       | 5000 m (27 marca)                                           | Rintje Ritsma                                               | Falko Zandstra                                              | Thomas Bos                                                  |
| 27-28 marca 1992            | Butte                                                       | 500 m (28 marca)                                            | Dan Jansen                                                  | Yasunori Miyabe                                             | Toshiyuki Kuroiwa                                           |
| 27-28 marca 1992            | Butte                                                       | 1500 m (28 marca)                                           | Peter Adeberg                                               | Falko Zandstra                                              | Arjan Schreuder                                             |
| 27-28 marca 1992            | Butte                                                       | 10 000 m (28 marca)                                         | Thomas Bos                                                  | Kazuhiro Satō                                               | Falko Zandstra                                              |

#### Klasyfikacje
| Lp. | Zawodnik           | Punkty |
| --- | ------------------ | ------ |
| 1.  | Dan Jansen         | 213    |
| 2.  | Yasunori Miyabe    | 174    |
| 2.  | Toshiyuki Kuroiwa  | 174    |
| 4.  | Uwe-Jens Mey       | 144    |
| 5.  | Gerard van Velde   | 121    |
| 6.  | Ihar Żalazouski    | 109    |
| 7.  | Yūji Fujimoto      | 101    |
| 8.  | Guy Thibault       | 96     |
| 9.  | Nick Thometz       | 95     |
| 10. | Aleksandr Gołubiew | 88     |

| Lp. | Zawodnik          | Punkty |
| --- | ----------------- | ------ |
| 1.  | Ihar Żalazouski   | 100    |
| 2.  | Toshiyuki Kuroiwa | 97     |
| 3.  | Yasunori Miyabe   | 81     |
| 4.  | Dan Jansen        | 78     |
| 5.  | Eric Flaim        | 77     |
| 6.  | Gerard van Velde  | 71     |
| 7.  | Nick Thometz      | 70     |
| 8.  | Olaf Zinke        | 63     |
| 9.  | Peter Adeberg     | 60     |
| 10. | Yūji Fujimoto     | 49     |

| Lp. | Zawodnik           | Punkty |
| --- | ------------------ | ------ |
| 1.  | Falko Zandstra     | 94     |
| 2.  | Johann Olav Koss   | 85     |
| 3.  | Peter Adeberg      | 77     |
| 4.  | Rintje Ritsma      | 76     |
| 5.  | Ådne Søndrål       | 74     |
| 6.  | Roberto Sighel     | 56     |
| 7.  | Michael Hadschieff | 49     |
| 7.  | Olaf Zinke         | 49     |
| 9.  | Eric Flaim         | 40     |
| 9.  | Markus Tröger      | 40     |

| Lp. | Zawodnik           | Punkty |
| --- | ------------------ | ------ |
| 1.  | Geir Karlstad      | 126    |
| 2.  | Johann Olav Koss   | 118    |
| 3.  | Falko Zandstra     | 114    |
| 4.  | Bart Veldkamp      | 110    |
| 5.  | Thomas Bos         | 108    |
| 6.  | Kazuhiro Satō      | 93     |
| 7.  | Per Bengtsson      | 78     |
| 8.  | Markus Tröger      | 77     |
| 9.  | Michael Hadschieff | 62     |
| 10. | Jaromir Radke      | 52     |